# Кравченко, Сергей Иванович (городской голова)
Серге́й Ива́нович Кра́вченко (укр. Сергій Іванович Кравченко; род. 11 апреля 1960, Хотин) — украинский политик, городской голова Луганска, член Партии регионов.

## Биография
Родился 11 апреля 1960 году в г. Хотин, Черновецкая область.

### Образование
В 1982 году окончил с отличием Омское высшее танковое инженерное ордена Красной Звезды училище имени Маршала Советского Союза Кошевого П. К., стал офицером, инженером-механиком со специализацией «гусеничные и колёсные машины».
В 2001 году окончил Харьковский филиал Украинской Академии государственного управления при Президенте Украины по специальности государственное управление, стал магистром государственного управления.

### Трудовая деятельность
Был кадровым офицером: 1982—1987 гг. — в Чехословакии; 1987—1993 гг. — в Артёмовском районном военном комиссариате г. Луганска, 1993—1998 гг. — в Каменобродском районном военном комиссариате г. Луганска.
Подполковник.

### Общественная деятельность
1994—1998 гг. — депутат Каменобродского районного совета в Луганске 22 созыва. С 1998 г. избран главой Каменобродского районного совета в г. Луганске 23, 24 созыва.
Баллотировался в народные депутаты по 105 избирательному округу на парламентских выборах 2002 года.
Вступил в Партию регионов Украины.
В 2003 году был избран первым заместителем главы Луганского областного отделения Партии регионов. С января 2005 года избран головой Луганской городской организации Партии регионов.
В апреле 2006 года избран городским головой Луганска.
В 2010 году повторно стал городским головой Луганска, набрав 48 138 голосов и на 21 голос опередив своего ближайшего конкурента, народного депутата от КПУ Спиридона Павловича Килинкарова.

## Городской голова Луганска
При Сергее Кравченко был проведён капитальный ремонт путепровода, сделан капитальный ремонт Луганской филармонии, отремонтирован парк у торгового центра «Россия» и сквер у мемориала Борцам Революции, отреставрированы английские танки Mark V..
С начала военных действий в 2014 году на территории Луганской области находился в Луганске, затем выехал в другую часть Украины. 7 августа 2014 бойцы батальона «Айдар» на одном из блокпостов в города Счастье задержали городского голову Луганска Сергея Кравченко, который поддерживал пророссийские акции.

## Личная жизнь
- Жена — Светлана Евгеньевна Кравченко (1961)
  - Дочь — Екатерина Сергеевна Кравченко (1988)